# Gertrud von Tegerfelden
Gertrud von Tegerfelden († nach 1200) war die achte Äbtissin des freiweltlichen Damenstifts Buchau im heutigen Bad Buchau am Federsee.

## Leben
Gertrud von Tegerfelden folgte in einer strittigen Wahl gegen Lukarda  auf Tuta.  Ihre Wahl wurde vom Heiligen Stuhl innerhalb eines Jahres bestätigt und dann verworfen. Gertrud ist vermutlich mit dem zur gleichen Zeit regierenden Bischof von Konstanz Konrad II. von Tegerfelden und dem Bischof von Chur und Abt von St. Gallen Ulrich von Tegerfelden, ebenfalls aus dem aargauischen Adelsgeschlecht Tegerfelden stammend, verwandt. Ihr Wappen aus der Repertorium von 1605 und 1777 – in zwischen rot, grün und blau dreigeteiltem Schild eine menschliche Figur – ist ein Phantasiewappen.